# 궁정 유대인
궁정 유대인(영어: Court Jew, 독일어: Hofjude(n), Hoffaktor)는 주로 중세 유럽에서 기독교인 귀족을 상대로 자금 운용이나 자금 대부업을 했던 유대인 은행가, 금융업자를 가리키는 말이다.
후에 궁정 유대인이라고 불리는 사람들은, 르네상스 시대에 지방 통치자들이 유대인 은행가에 단기 대출을 하면서 등장하기 시작했다. 그들은 귀족들에게 융자를 해 주는 과정을 통해 자연스럽게 사회적 영향력을 얻게 되었다.
금융업 외에도, 궁정 유대인은 섬기는 귀족들을 위해 외교나 무역을 하기도 했고, 섬기는 귀족들에게 주로 식량, 무기, 탄약, 귀금속 등을, 일족이나 유대인끼리의 관계를 이용하여 조달해 주기도 했다.
궁정 유대인은 점차 지위나 게토 밖에서 살 권리 등 사회적 특권을 획득하게 된다. 궁정 유대인의 극히 일부는 거대한 재력을 가지고 있어, 사회적·정치적인 영향력을 얻게 되었다.
궁정 유대인들은 그 지역의 유대인 사회에서는 돌출 된 존재로서, 유대인 사회를 보호할 수 있었다. 그들은 유대인들 가운데에도 영향력을 행사하게 된다. 상류층과의 접점이 있는 유일한 유대인이기 때문에, 다른 유대인을 위해 그 지역의 통치자와의 진정을 벌이기도 했다.
그러나 그들의 사회적 입장은 섬겼던 귀족에 의존하고 있으며, 귀족들이 융자 상환에 응하지 않는 경우도 있었다. 또한 그들의 보증인이었던 귀족이 죽으면 추방과 처형의 위기에 직면했다. 유대인 대량 학살이 발생하면 유대인 금융업자와 함께 대출금의 대부분이 어둠 속으로 사라지는 경우도 있었다.